# Четиринадесети пехотен македонски полк
Четиринадесети пехотен македонски полк е български полк взел участие в Балканската (1912 – 1913), Междусъюзническата (1913), Първата световна война (1915 – 1918) и Втора световна война (1941 – 1945).

## Формиране
Четиринадесети пехотен македонски полк е формиран в Радомир под името Четиринадесети пеши македонски полк с указ №11 от 19 януари 1889 година. и съгласно заповед № 452 от същата дата. В състава му влизат 2-ра и 3-та дружини на Тринадесети пеши рилски полк, като получават поредност съответно 1-ва и 2-ра дружина. На 17 октомври празникът на полка е променен от 1 декември („Св. Наум“) на 27 юни („Св. Седмочисленици“).На 19 октомври 1891 г. в Кюстендил княз Фердинанд I дарява формени знамена на две от дружините. През 1896 г. щабът на полка се премества в София, а от март 1904 г. в Дупница. През август 1912 г. полкът взема участие в бригадните дивизионни маневри в околностите на Дупница, Самоков, Радомир и Кюстендил

## Балкански войни (1912 – 1913)
При обявяването на мобилизацията за Балканската война (1912 – 1913) към полка преминават 3-та и 4-та дружина от 5-и пехотен дунавски полк, един парков взвод и една допълваща дружина.
През Балканската война, в състава на Седма пехотна рилска дивизия преминава турската граница при поста Дамянци и завзема Царево село, Стамер, Кочани, връх Керезли и Градец.
В Междусъюзническата война (1913) води боеве при Райчани, Лепопелци, Върбица, Долани, Каменица, височината Лишка махала, Габрово.

## Първа световна война (1915 – 1918)
Полкът взема участие в Първата световна война (1915 – 1918) в състава на 2-ра бригада от 7-а пехотна рилска дивизия.
При намесата на България във войната полкът разполага със следния числен състав, добитък, обоз и въоръжение:
| Числен състав                                       | Добитък   | Обоз                                 | Въоръжение                           |
| --------------------------------------------------- | --------- | ------------------------------------ | ------------------------------------ |
| Офицери: 51 Чиновници: 4 Подофицери и войници: 4992 | Коне: 540 | Обикновени коли: 1 Товарни коли: 568 | Пушки и карабини: 4329 Картечници: 4 |

През 1915 година участва в овладяване на Калиманското поле и Чеган планина, височините при станция Удово, Пирава, Терзели, Калково, битката при Костурино, Злешево, Висок камък и Фурка. През 1916 г. воюва при Еникьой и Горно Караджово, през 1917 година – при Долна Джумая и през 1918 година при селата Конопище, Долна Бошава и Чемерско.
На 15 април 1917 година от четвъртите дружини на 13-и пехотен рилски, 14-и пехотен македонски и 26-и пехотен пернишки полк се формира 84-ти пехотен полк.
На 23 и 24 юни 1917 година в редиците на 3-та, 7-а и 8-а рота се разразява бунт против войната, поради което 258 чинове от полка са осъдени от 7-и дивизионен полеви военен съд.
Знамето на полка е наградено с Възпоменателни медали за войните 1912 – 1913 г. и 1915 – 1918 г.

## Между двете световни войни
На 1 декември 1920 година съгласно предписание №6129 от 18 ноември 1920 в изпълнение на клаузите на Ньойския мирен договор полкът е реорганизиран в 14-а пехотна македонска дружина. През 1928 година полкът е отново формиран от частите на 14-а пехотна македонска дружина и 6-а петричка жандармерийска дружина, част е от състава на 7-а пехотна рилска дивизия, но до 1938 година носи явното название дружина. 

## Втора световна война (1941 – 1945)
След влизането на страната във Втората световна война, още през април 1941 г. полкът заминава за Струмица, където остава до юни 1942 г., след което до април 1943 г. е в Прокупле. От април до септември 1944 г. е на Халкидическия полуостров при Неа Триглия. Взема участие в първата фаза на заключителния етап на войната, като води военни действия при Комарян, Байково, Червените сипеи.
По времето когато полкът е на фронта в мирновременния му гарнизон се формира 14-а допълваща дружина, към която се числи и Горноджумайската и Светиврачката гвардейска дружина, както и 4-та, 5-а и 6-а гранична рота.
Наследник на полка е 23-ти стрелкови полк.

## Наименования
През годините полкът носи различни имена според претърпените реорганизации:
- Четиринадесети пеши македонски полк (1889 – 1892)
- Четиринадесети пехотен македонски полк (1893 – 1 декември 1920)
- Четиринадесета пехотна македонска дружина (1 декември 1920 – 1928)
- Четиринадесети пехотен македонски полк (1928 – 1944)

## Командири
Званията са към датата на заемане на длъжността.
| № | звание       | име               | дати                     |
| - | ------------ | ----------------- | ------------------------ |
|   | Подполковник | Васил Черепов     | през 1892                |
|   | Подполковник | Никола Желявски   | 1895                     |
|   | Полковник    | Никола Желявски   | от 1903                  |
|   | Полковник    | Стефан Петров     | към 1904                 |
|   | Подполковник | Пею Банов         | 1912 – 1915              |
|   | Подполковник | Тодор Комсиев     | 15 септември 1915 – 1917 |
|   | Подполковник | Петър Динолов     | Първа световна война     |
|   | Подполковник | Емануил Ангелов   | 1917 - 1918              |
|   | Полковник    | Никола Недев      | 1932 – 1934              |
|   | Майор        | Георги Димитров   | от 1933                  |
|   | Подполковник | Иван Донков       | от 1936                  |
|   | Подполковник | Любен Димов       | от 1940                  |
|   | Полковник    | Константин Мървев | 1945 – 1945              |
|   | Полковник    | Тодор Шумков      | 1947 – 1948?             |

Други командири: Александър Симов, подполковник Печев